# Garcinia mottleyana
Garcinia mottleyana är en tvåhjärtbladig växtart som beskrevs av Jean Baptiste Louis Pierre. Garcinia mottleyana ingår i släktet Garcinia och familjen Clusiaceae. Inga underarter finns listade i Catalogue of Life.